# National Tennis League 1968
La National Tennis League (NTL) è stata una serie di tornei di tennis fondata da George McCall a cui partecipavano tra gli altri: Rod Laver, Roy Emerson, Ken Rosewall, Andrés Gimeno, Pancho Gonzales e Fred Stolle.

## Calendario

### Gennaio
Nessun evento

### Febbraio
Nessun evento

### Marzo
| Settimana | Torneo                                                                                | Vincitore             | Finalista                                 | Semifinalisti | Eliminati ai quarti |
| --------- | ------------------------------------------------------------------------------------- | --------------------- | ----------------------------------------- | ------------- | ------------------- |
| 19 marzo  | NTL Sao Paulo Pro Championships 1968 San Paolo, Brasile Singolare                     | Rod Laver Round Robin | Pancho Gonzales Fred Stolle Andrés Gimeno |               |                     |
| 25 marzo  | NTL Buenos Aires Pro Championships 1968 Buenos Aires, Argentina Terra rossa Singolare | Rod Laver Round Robin | Pancho Gonzales Fred Stolle Andrés Gimeno |               |                     |

### Aprile
| Settimana | Torneo                                                              | Vincitore                   | Finalista                     | Semifinalisti               | Eliminati ai quarti                   |
| --------- | ------------------------------------------------------------------- | --------------------------- | ----------------------------- | --------------------------- | ------------------------------------- |
| 1º aprile | Bogota Pro Championships 1968 Bogotà, Colombia Singolare - Doppio   | Andrés Gimeno 11-13 6-3 6-4 | Fred Stolle                   | Rod Laver Pancho Gonzales   |                                       |
| 1º aprile | Bogota Pro Championships 1968 Bogotà, Colombia Singolare - Doppio   | Rod Laver Fred Stolle 10-5  | Andrés Gimeno Pancho Gonzales | Rod Laver Pancho Gonzales   |                                       |
| 18 aprile | BBC2 World Invitation 1968 Wembley, Gran Bretagna Singolare         | Rod Laver 6-3 10-8          | Ken Rosewall                  | Roy Emerson Pancho Gonzales |                                       |
| 20 aprile | NTL Paris Pro Championships 1968 Parigi, Francia Singolare - Doppio | Ken Rosewall 6-3 6-4        | Andrés Gimeno                 | Pancho Gonzales Rod Laver   | Tabellone a 6 Fred Stolle Roy Emerson |
| 20 aprile | NTL Paris Pro Championships 1968 Parigi, Francia Singolare - Doppio |                             |                               | Pancho Gonzales Rod Laver   | Tabellone a 6 Fred Stolle Roy Emerson |

### Maggio
| Settimana | Torneo | Vincitore                       | Finalista                     | Semifinalisti | Eliminati ai quarti |
| --------- | --- | ------------------------------- | ----------------------------- | ------------- | ------------------- |
| 6 maggio  | National Tennis League Professional Championships 1968 Wembley, Gran Bretagna 15 000 $ Singolare - Doppio | Rod Laver 6–0, 6–1, 6–0         | Ken Rosewall                  |               |                     |
| 6 maggio  | National Tennis League Professional Championships 1968 Wembley, Gran Bretagna 15 000 $ Singolare - Doppio | Rod Laver Roy Emerson 12-10 6-4 | Andrés Gimeno Pancho Gonzales |               |                     |
| 18 maggio | NTL Madison Square Garden Pro Championships 1968 New York City, USA 25 000 $ Singolare - Doppio           | Rod Laver 4–6, 6–3, 9–7, 6–4    | Ken Rosewall                  |               |                     |
| 18 maggio | NTL Madison Square Garden Pro Championships 1968 New York City, USA 25 000 $ Singolare - Doppio           |                                 |                               |               |                     |

### Giugno
Nessun evento

### Luglio
| Settimana | Torneo                                                                              | Vincitore                   | Finalista | Semifinalisti | Eliminati ai quarti |
| --------- | ----------------------------------------------------------------------------------- | --------------------------- | --------- | ------------- | ------------------- |
| 21 luglio | NTL Los Angeles Pro Championships 1968 Los Angeles, USA 15 000 $ Singolare - Doppio | Pancho Gonzales 1–6 6–3 6–4 | Rod Laver |               |                     |
| 21 luglio | NTL Los Angeles Pro Championships 1968 Los Angeles, USA 15 000 $ Singolare - Doppio |                             |           |               |                     |

### Agosto
| Settimana | Torneo                                                             | Vincitore           | Finalista       | Semifinalisti | Eliminati ai quarti |
| --------- | ------------------------------------------------------------------ | ------------------- | --------------- | ------------- | ------------------- |
| Agosto    | NTL Oakland Pro Championships 1968 Oakland, USA Singolare - Doppio | Fred Stolle 7-5 6-3 | Pancho Gonzales |               |                     |
| Agosto    | NTL Oakland Pro Championships 1968 Oakland, USA Singolare - Doppio |                     |                 |               |                     |

### Settembre
| Settimana    | Torneo                                                                           | Vincitore               | Finalista   | Semifinalisti | Eliminati ai quarti |
| ------------ | -------------------------------------------------------------------------------- | ----------------------- | ----------- | ------------- | ------------------- |
| 23 settembre | Midland Pro Championships 1968 Midland, USA 6 000 $ - Cemento Singolare - Doppio | Pancho Gonzales 7-5 6-3 | Roy Emerson |               |                     |
| 23 settembre | Midland Pro Championships 1968 Midland, USA 6 000 $ - Cemento Singolare - Doppio |                         |             |               |                     |

### Ottobre
| Settimana | Torneo                                                                                      | Vincitore             | Finalista                   | Semifinalisti | Eliminati ai quarti |
| --------- | ------------------------------------------------------------------------------------------- | --------------------- | --------------------------- | ------------- | ------------------- |
| 4 ottobre | South Texas Pro Championships 1968 Corpus Christi, USA 6 000 $ - Cemento Singolare - Doppio | Rod Laver 6-2 6-4     | Andrés Gimeno               |               |                     |
| 4 ottobre | South Texas Pro Championships 1968 Corpus Christi, USA 6 000 $ - Cemento Singolare - Doppio | Rod Laver Roy Emerson | Pancho Segura Andrés Gimeno |               |                     |

### Novembre
| Settimana  | Torneo                                                                                      | Vincitore               | Finalista                             | Semifinalisti | Eliminati ai quarti |
| ---------- | ------------------------------------------------------------------------------------------- | ----------------------- | ------------------------------------- | ------------- | ------------------- |
| ? Novembre | La Paz Round Robin Championships 1968 La Paz, Bolivia 5 000 $ - Terra rossa Singolare       | Rod Laver Round Robin   | Andrés Gimeno Fred Stolle Roy Emerson |               |                     |
| ? Novembre | Sao Paulo Round Robin Championships 1968 San Paolo, Brasile 5 000 $ - Terra rossa Singolare | Rod Laver Round Robin   | Andrés Gimeno Fred Stolle Roy Emerson |               |                     |
| ? Novembre | NTL Lima Pro Round Robin Championships 1968 Lima, Perù 5 000 $ - Terra rossa Singolare      | Fred Stolle Round Robin | Andrés Gimeno Rod Laver Roy Emerson   |               |                     |

### Dicembre
Nessun evento